# Саксагань (станція)
Саксага́нь — вантажно-пасажирська вузлова залізнична станція Криворізької дирекції Придніпровської залізниці на перетині двох ліній Саксагань — Кривий Ріг-Головний та Савро — Саксагань між станціями Рокувата (9 км) та Савро (30 км). Розташована на межі Кривого Рогу та Криворізькому районі за 3 км від північно-східної околиці Кривого Рогу. Територіально підпорядкована Шевченківській сільській раді.

## Історія
Станція відкрита 1959 року. 

## Діяльність станції
Через станцію організовується транзитний пропуск поїздів, виконуються вантажні операції. Станція має сучасне обладнання безпеки руху. Також виконується відстій та формування вантажних залізничних поїздів із підприємств Кривого Рогу (Північного ГЗК, Центрального ГЗК, «Суха Балка») у напрямку станцій П'ятихатки та Верхівцеве. Ділянка на станцію Приворот використовується лише для вантажного сполучення. Поруч розташоване житло залізничників.

## Пасажирське сполучення
На станції Саксагань тимчасово не працює зал чекання, каси продажу квитків приміського та далекого сполучення, камера схову, багажне відділення.
На станції зупиняються приміські електропоїзди сполученням:
- Кривий Ріг — П'ятихатки;
- Рокувата — П'ятихатки;
- Тимкове — П'ятихатки.